# Asamblea Nacional de Andalucía
L'Asamblea Nacional de Andalucía (ANA) és una coalició formada per Nación Andaluza, Liberación Andaluza, Colectivo de Unidad de los Trabajadores por un Bloque Andaluz de Izquierda (CUT-BAI), Andaluces por Andalucía, Sindicato Andaluz, Andalucía Viva i altres entitats més el 2000 per tal que servís de referent al nacionalisme andalús i aconseguir l'alliberament nacional d'Andalusia. El 2004 Nación Andaluza abandonà la coalició i el grup començà a col·laborar amb el Partit Andalusista, de tal manera que a les eleccions al Parlament d'Andalusia de 2008 es presentà en la Coalición Andalucista.